# Định lý Viète

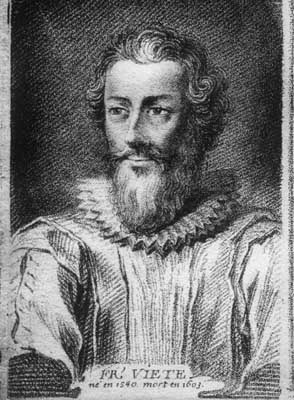
Chân dung François Viète

Trong toán học, định lý Viète hay hệ thức Viète (tiếng Pháp: Relations de Viète) do nhà toán học Pháp François Viète tìm ra, nêu lên mối quan hệ giữa các nghiệm của một phương trình đa thức (trong trường số phức) và các hệ số của nó.

## Phát biểu tổng quát
Xét đa thức có bậc n bất kì
{\displaystyle P(x)=a_{n}x^{n}+a_{n-1}x^{n-1}+\cdots +a_{1}x+a_{0}} 
(với các hệ số có thể thực hoặc phức, an ≠ 0). Bằng định lý cơ bản của đại số, ta luôn biết rằng phương trình này có đủ n nghiệm (không nhất thiết phân biệt) r1, r2, ..., rn. Định lý Vìete cho ta mối liên hệ giữa các nghiệm đó như sau: 
| {\displaystyle {\begin{cases}r_{1}+r_{2}+\dots +r_{n-1}+r_{n}=-{\dfrac {a_{n-1}}{a_{n}}}\\[1ex](r_{1}r_{2}+r_{1}r_{3}+\cdots +r_{1}r_{n})+(r_{2}r_{3}+r_{2}r_{4}+\cdots +r_{2}r_{n})+\cdots +r_{n-1}r_{n}={\dfrac {a_{n-2}}{a_{n}}}\\[1ex]{}\quad \vdots \\[1ex]r_{1}r_{2}\cdots r_{n}=(-1)^{n}{\dfrac {a_{0}}{a_{n}}}.\end{cases}}} | \| \| \| \| \| \| \| \| | (*) |
| |                         |     |
| |                         |     |

Một cách tổng quát hơn, định lý Vìete có thể được biểu diễn dưới dạng 
{\displaystyle \sum _{1\leq i_{1}<i_{2}<\cdots <i_{k}\leq n}\left(\prod _{j=1}^{k}r_{i_{j}}\right)=(-1)^{k}{\frac {a_{n-k}}{a_{n}}}}
với k = 1, 2, ..., n.
Các số hạng ở vế phải định lý này là các đa thức đối xứng cơ bản của các nghiệm.
Hệ phương trình Vìete (*) có thể được giải bằng phương pháp Newton và phương pháp Durand-Kerner.

## Tổng quát trên vành
Định lý Vìete thường được áp dụng cho các đa thức có hệ số trên một miền nguyên R, bởi khi đó thương {\displaystyle a_{i}/a_{n}} nằm trong trường các thương của chính R (thậm chí là ở trong R nếu như {\displaystyle a_{n}} khả nghịch trong R), khi này các nghiệm {\displaystyle r_{i}} nằm trong trường đóng đại số mở rộng của nó.
Đối với các đa thức trên vành giao hoán mà không phải miền nguyên, định lý Vìete chỉ đúng khi {\displaystyle a_{n}} không phải là ước của không và đa thức ban đầu có thể được biểu diễn dưới dạng {\displaystyle P(x)=a_{n}(x-r_{1})(x-r_{2})\dots (x-r_{n})}. Một phản ví dụ cho tình huống định lý Vìete không đúng là ở vành thặng dư modulo 8, phương trình bậc hai {\displaystyle P(x)=x^{2}-1} có tới bốn nghiệm là 1, 3, 5 và 7.

## Ví dụ
Hai ví dụ nổi tiếng nhất của định lý Vìete chính là mối quan hệ của các nghiệm phương trình bậc hai và bậc ba như sau: 
Hai nghiệm {\displaystyle r_{1},r_{2}} của phương trình bậc hai {\displaystyle P(x)=ax^{2}+bx+c} luôn thỏa mãn 
{\displaystyle r_{1}+r_{2}=-{\frac {b}{a}},\quad r_{1}r_{2}={\frac {c}{a}},}
hay phương trình bậc ba {\displaystyle P(x)=ax^{3}+bx^{2}+cx+d} có ba nghiệm {\displaystyle r_{1},r_{2},r_{3}} thỏa mãn 
{\displaystyle r_{1}+r_{2}+r_{3}=-{\frac {b}{a}},\quad r_{1}r_{2}+r_{1}r_{3}+r_{2}r_{3}={\frac {c}{a}},\quad r_{1}r_{2}r_{3}=-{\frac {d}{a}}.}

## Chứng minh

### Chứng minh trực tiếp
Nhờ định lý Bézout, khi phương trình đa thức bậc n có đủ n nghiệm {\displaystyle r_{1},r_{2},\dots ,r_{n}} trên một miền nguyên, khi này đa thức đó có thể được biểu diễn dưới dạng 
{\displaystyle a_{n}x^{n}+a_{n-1}x^{n-1}+\cdots +a_{1}x+a_{0}=a_{n}(x-r_{1})(x-r_{2})\cdots (x-r_{n}).}
Từ đây, một cách chứng minh rất trực tiếp và tự nhiên của định lý Vìete là nhân khai triển toàn bộ vế phải, sau đó đồng nhất thức để có được điều cần chứng minh. 

### Chứng minh bằng quy nạp
Một cách chứng minh khác của định lý Vìete là sử dụng quy nạp như được trình bày dưới đây.  

#### Giả thuyết quy nạp
Cách chứng minh trực tiếp cho ta giả thuyết quy nạp như sau: Cho {\displaystyle {P(x)}} là đa thức bậc n với n nghiệm phức {\displaystyle {r_{1}},{r_{2}},{\dots },{r_{n}}} và các hệ số phức {\displaystyle a_{0},a_{1},\dots ,a_{n}} với {\displaystyle {a_{n}}\neq 0}. Giả thuyết quy nạp là 
{\displaystyle {P(x)}={a_{n}}{x^{n}}+{{a_{n-1}}{x^{n-1}}}+{\cdots }+{{a_{1}}{x}}+{{a}_{0}}={{a_{n}}{x^{n}}}-{a_{n}}{({r_{1}}+{r_{2}}+{\cdots }+{r_{n}}){x^{n-1}}}+{\cdots }+{{(-1)^{n}}{(a_{n})}{({r_{1}}{r_{2}}{\cdots }{r_{n}})}}}

#### Bước cơ sởn=2{\displaystyle n=2}
Giả sử phương trình bậc hai có các hệ số bậc thấp dần lần lượt là {\displaystyle a_{2},a_{1},a_{0}} và hai nghiệm {\displaystyle r_{1},r_{2}}. Bằng định lý Bézout ta có ngay 
{\displaystyle {a_{2}x^{2}}+{a_{1}x}+a_{0}={a_{2}}{(x-r_{1})(x-r_{2})}}
Tiến hành nhân biểu thức ở vế phải cho ta ngay điều cần chứng minh: 
{\displaystyle {a_{2}x^{2}}+{a_{1}x}+a_{0}={{a_{2}}{x^{2}}-{{a_{2}}({r_{1}}+{r_{2}}){x}}+{a_{2}}{({r_{1}}{r_{2}})}}}

#### Bước quy nạp
Khi này, giả sử giả thuyết quy nạp vẫn đúng với {\displaystyle n\geqslant 2}, ta cần chứng minh nó đúng với  {\displaystyle n+1}, tức là đúng với đa thức {\displaystyle {P(x)}={a_{n+1}}{x^{n+1}}+{{a_{n}}{x^{n}}}+{\cdots }+{{a_{1}}{x}}+{{a}_{0}}}
Ta biến đổi tương đương đa thức trở thành 
{\displaystyle {P(x)}={(x-r_{n+1})}{[{\frac {{a_{n+1}}{x^{n+1}}+{{a_{n}}{x^{n}}}+{\cdots }+{{a_{1}}{x}}+{{a}_{0}}}{x-r_{n+1}}}]}}, hay
{\displaystyle {P(x)}={(a_{n+{1}})}{(x-r_{n+1})}{[{\frac {{x^{n+1}}+{\frac {{a_{n}}{x^{n}}}{(a_{n+{1}})}}+{\cdots }+{{\frac {a_{1}}{(a_{n+{1}})}}{x}}+{\frac {a_{0}}{(a_{n+{1}})}}}{x-r_{n+1}}}]}}
Thực hiện phép chia và để đơn giản, ta sẽ viết lại đa thức dưới một bộ hệ số {\displaystyle \zeta } là 
{\displaystyle P(x)={(a_{n+1})}{(x-r_{n+1})}{[{x^{n}}+{\zeta _{n-1}x^{n-1}}+{\cdots }+{\zeta _{0}}]}}
Sử dụng giả thuyết quy nạp, ta có ngay 
{\displaystyle P(x)={(a_{n+1})}{(x-r_{n+1})}{[{x^{n}}-{({r_{1}}+{r_{2}}+{\cdots }+{r_{n}}){x^{n-1}}}+{\cdots }+{{(-1)^{n}}{({r_{1}}{r_{2}}{\cdots }{r_{n}})}}]}}
Nhân khai triển vế phải cho ta điều cần chứng minh. 
{\displaystyle {a_{n}}{x^{n}}+{{a_{n-1}}{x^{n-1}}}+{\cdots }+{{a_{1}}{x}}+{{a}_{0}}={{a_{n}}{x^{n}}}-{a_{n}}{({r_{1}}+{r_{2}}+{\cdots }+{r_{n}}){x^{n-1}}}+{\cdots }+{{(-1)^{n}}{({r_{1}}{r_{2}}{\cdots }{r_{n}})}}}

## Lịch sử
Định lý này được tìm ra bởi nhà toán học người Pháp François Viète vào thế kỷ thứ 16 trong trường hợp các nghiệm đều dương. 
Theo quan điểm của nhà toán học người Anh Charles Hutton, trường hợp tổng quát như ngày nay lần đầu tiên được biết đến bởi nhà toán học người Pháp Albert Girard vào thế kỷ thứ 17: 
...(Girad là) người đầu tiên tìm được mối quan hệ tổng quát giữa các hệ số của đa thức với tổng và tích của các nghiệm. Anh ta là người đầu tiên phát hiện ra quy luật của tổng các nghiệm của một phương trình bất kì.